# Armageddon (schack)
Armageddon är i schack ett sätt att avgöra en schackmatch. En schackmatch består ofta av flera partier. Om det är oavgjort efter partierna i vanlig schack så försöker man avgöra med snabbschack. Om det fortfarande är oavgjort går man över till blixtschack. Kan man inte heller då avgöra används armageddon.
I armageddon får vit mer tid än svart, men om svart lyckas uppnå minst remi (oavgjort) vinner svart partiet och matchen. Det är vanligt att vit har fem eller sex minuter och svart en minut mindre. Vit har alltså både fördelen av mer tid och att göra det första draget i ett armageddon-parti. Exempel på armageddonpartier är  Jan Nepomnjasjtjij mot Hikaru Nakamura i värdscupen i schack 2015., och mellan Magnus Carlsen och Arkadij Naiditsch i Grenke Chess Classic 2015.
Armageddon kan också, som en sista utväg, avgöra världsmästerskapet i schack.